# Phthiracarus imbecillis
Phthiracarus imbecillis är en kvalsterart som först beskrevs av Sandór Mahunka 1989.  Phthiracarus imbecillis ingår i släktet Phthiracarus och familjen Phthiracaridae. Inga underarter finns listade i Catalogue of Life.